# 워드 호튼
워드 호턴(Ward Kirby Horton, 1976년 1월 14일 ~ )은 미국의 배우이다.
모리스타운에서 태어났다.

## 출연 작품
- 미드나이터스 (2017년)
- 마이 베이커리 인 뉴욕 (2015년) - 폴 역
- 애나벨 (2014년) - 존 역
- 바이 더 씨 (2013년)
- Letting Go (2012)
- 마이티 맥스 (2010년) - 프랭키 샤키 역
- 헤이트 발렌타인데이 (2009년)
- 베로니카, 죽기로 결심하다 (2009년)
- 이스트 브로드웨이 (2006년)
- 네 눈의 괴물들 (2005년)

### 텔레비전
- 로앤오더 (2007)
- 원 라이프 투 리브 (2013)
- 퓨어 지니어스 (2016-17)